# 검은티티
검은티티(Cheracebus lugens)는 신세계원숭이에 속하는 티티원숭이의 일종이다. 남아메리카의 브라질, 콜롬비아 그리고 베네수엘라에서 발견된다. 1811년에 칼리케부스 루겐스(Callicebus lugens)로 기술되었다. 때로는 과부원숭이라고도 불린다.

## 특징
털은 대체로 검은색이고, 등과 옆구리에는 짙은 갈색과 약간의 적갈색 털이 섞여 있다. 손은 흰색이나 노란색을 띤다.

## 분포
검은티티는 케라케부스속 종 중에서 가장 넓은 분포 범위를 가지고 있으며, 브랑코강과 네그루강 북쪽에서 오리노코강과 카케타강 유역까지 분포한다.
검은티티는 1959년 호르헤 에르난데스 카마초가 라 마카레나 국립공원의 과야베로 강 좌안에서 채집한 후 관찰되었으며, 최근에는 콜롬비아 생물학자 로시오 팔란코가 라 코르디예라 데 로스 피카초스 국립공원 위 과야베로 강 북쪽에서 관찰했다. 검은티티는 비차다 강과 과비아레 강 사이의 비차다 셀바에서 발견되며, 콜롬비아 최북단 개체군은 비차다 강 북쪽으로 뻗어 토모 강 중류에 분포한다. 토모 강 상류까지 분포하는 것으로 추정되지만, 이는 확인이 필요하다.
허쉬코비츠의 분포 지도와는 달리, 검은티티는 토모강 하류나 투파로 강 하류, 그리고 비차다강 하류 북쪽 기슭에서는 발견되지 않는다. 이 오류는 영국의 조류학자 체리가 1904년경 마이푸레스에서 채집한 표본에서 비롯되는데, 이 표본은 마을에서 사육된 동물이었을 가능성이 있다. 앞서 언급한 지역 전체에서 광범위하고 집중적인 조사가 이루어졌음에도 불구하고 이 지역의 개체 식별에 실패했기 때문이다. 또한 지역 주민들도 이 지역의 티티원숭이를 알지 못한다. 콜롬비아 마이푸레스에서 가장 가까운 티티원숭이는 투파로 강 중류와 비차다강 하류 남쪽에서 발견된다.

## 자연사
사회 집단은 일부일처제 한 쌍과 한두 마리의 새끼로 구성된다. 비차다에서 10개의 집단을 세어 본 결과, 집단당 평균 3.5마리가 있었다. 때때로 5마리씩 무리를 이루는 모습이 관찰되며, 짝이 없는 개체(떠돌이)도 때때로 발견된다. 두 살이 되면 대개 집단을 떠나지만, 3살까지 살고 떠나는 경우도 있다. 이 어린 동물들은 때때로 나타나 집단 주변으로 이동하다가 다시 사라져 혼자 이동한다.
측정된 서식 범위는 약 15~25ha였다. 적절한 서식지는 km²당 4~5마리(14마리 + "떠돌이")로 구성되어 있으며, 이는 km²당 총 생태 밀도에 8~10마리를 더 추가할 수 있다. 킨지(1977년)와 킨지 등(1977년)이 페루에서 진행한 연구 프로젝트의 평균 하루 서식 범위는 819.4m(n=22일)였고, 카파루 생태공원의 평균 하루 서식 범위는 807.2m(범위 513.7~1,070m, n=26)였다.
이즐리(Easley)는 400시간의 관찰을 바탕으로 시간 예산을 계산했는데, 휴식 62.7%, 이동 16.5%, 먹이 16.1%, 털 손질 2.7%, 놀이 1.6%, 발성 0.3%였다. 팔라시오스(Palacios)와 로드리게스(Rodríguez)의 240시간 관찰 기록에 따르면 휴식 54.3%, 이동 22.9%, 먹이 17.6%, 털 손질 4.07%, 놀이 0.41%, 발성 0.42%였다.
이즐리는 검은티티의 운동 및 위치 행동을 분석한 결과, 검은티티는 일반화된 네발동물이고 네발 걷기와 달리기를 약 66.8%의 시간 동안 사용한다는 것을 보여주었다. 검은티티는 또한 활발한 점프(시간의 23.9%)와 나무오르기(시간의 9.1%)에 참여한다. 앉은 자세(62%3%)가 가장 흔한 자세이고 그 다음으로 눕기(16.1%), 걷기(10.4%), 점프(4%), 수직 매달리기(3.1%), 등반(1.5%), 달리기(0.8%), 뒷다리로 매달리기(0.8%), 수평 매달리기(0.7%), 서기 0.2%이다. 운동 행동의 자세를 이 분석에서 제외하면 점수는 앉기(74.8%), 누워 있기(19.3%), 수직으로 매달리기(3.7%), 뒷발에 매달리기(0.9%), 수평으로 매달리기(0.8%), 서 있기(0.2%)였다. 이전에 킨제이와 로젠버거는 검은티티가 "붙잡고 뛰어오르는" 영장류 그룹에 속한다고 지적했다. 목도리티티 무리는 종종 주요 수관층 높이보다 약간 높은, 솟아오른 나무의 큰 가지 위에서 잠을 잔다.

### 먹이
과일이 검은티티 먹이의 주요 부분을 차지하지만, 무척추동물과 잎도 소량 섭취한다. 나비 유충과 거미, 그리고 메뚜기 유충을 특히 즐겨 먹으며, 아파포리스강 하류의 카파루 생물연구소에 살았던 길들여지고 자유롭게 돌아다니는 성체 암컷의 사냥 선호도로 미루어 보아, 가끔 작은 도마뱀도 먹었을 것으로 추정된다.
킨제이는 페루에서 135시간 동안 연구하는 동안 다음과 같은 먹이 선호도 범위를 발견했다. 14% 클라리시아 라케모사(뽕나무과); 13%는 미확인(망고스틴아과); 7% 피테켈로비움속 종(메꽃과); 오에노카르푸스 바타우아(종려과); 정신병겨드랑이(꼭두서니과); 구아테리아 엘라타(뽀뽀나무과); 비롤라나무(육두구과).

### 번식
발정 주기는 콜롬비아 바우페스의 카파루 생태공원에서 사육했던 암컷의 14번 발정 주기를 관찰한 결과, 약 16일인 것으로 나타났다. 수용기(2~3일 지속) 동안 검은 음순과 음핵이 붓고 단단해졌으며 행동 변화가 나타났다. 수용기 동안 암컷은 인간 "부모"에게 훨씬 더 애정을 표현하며, 고양이처럼 큰 소리로 가르랑거리고 꼬리 아랫부분을 자극하면 허리를 굽힌 자세로 웅크렸다. 자신의 "가족"(또는 두 사람)에 대한 애정이 증가한 것과는 반대로, "외부 동물"(즉, 다른 인간)에게는 평소보다 훨씬 더 공격적으로 변했다. 발정기 동안 암컷은 자주 혀를 튕기며, 이 신호를 두 가지 상반된 상황에서 사용했다. 암컷은  자신이 가장 좋아하는 인간에게 다가가려고 할 때 혀를 튕겼고, 다른 (특히 남성) 인간에게 접근하기 위해 혀를 튕겼다.

### 의사소통
검은티티는 가족 내에서 매우 애정 어린 모습을 보이지만, 성체 짝은 이웃 짝에게 공격적인 모습을 보인다. 이웃과의 가장 흔한 상호작용은 짝을 지어 노래 부르는 것인데, 한 짝이 듣는 동안 다른 짝은 듀엣으로 노래하고, 나중에 듣는 짝이 대답하고, 먼저 노래한 짝이 듣는다. 두 짝이 숲 속 아주 가까이 또는 거의 같은 장소에서 서로 발성을 주고받는 경우도 있다. 때로는 이러한 감정적 상호작용이 짝이나 한 개체가 다른 짝을 쫓는 것으로 끝나기도 한다. 서로 다른 짝 사이에서 다양한 유형의 적대적 상호작용이 있다.

### 종간 상호작용과 포식자
검은티티원숭이는 보통 커먼양털원숭이 또는 검은머리카푸친 무리가 지나갈 때 길을 비켜주려고 하지만, 때로는 큰 원숭이들이 가까이 다가오면 크고 공격적인 울음소리("짖는 소리")를 내기도 한다. 티티는 맹금류에게 자주 숨어 매우 조심한다. 겁을 먹으면 꽥꽥거리는 소리를 내는데, 아마도 포식자에게 특히 경계해야 하기 때문일 것으로 추정한다. 최근 콜롬비아 푸리테 강에서 실시된 개체 수 조사에서 죽은 검은티티와 함께 마게이원숭이 한 마리가 발견되었지만, 이 원숭이는 갓 죽은 것이 아니었다. 이후 이 지역 원숭이 무리는 더 이상 관찰되지 않았다.

## 보전 상태
IUCN 적색 목록에서 최소관심종으로 간주된다. 치리비케테 국립공원과 엘 투파로 국립공원, 그리고 누칵과 푸이나와이 두 생물 보호구역에서 보호되고 있다.